# インスリン グルリジン
インスリン グルリジン（Insulin glulisine）は、1型および2型糖尿病の治療に使用される超速効型インスリンの一種である。ヒト型インスリンのアミノ酸を一部変更した構造をしている。通常、食事の開始前後に皮下注射またはインスリンポンプより注入する。通常、30分以内に効果が現れ、5時間程度持続する。組織が取り込むグルコースの量を増やし肝臓で作られるグルコースの量を減らす事で、ヒトインスリンと同じ働きをする。  
皮下注射後、ヒトインスリンよりも早く血中に出現する。食事時インスリンとして使用する場合、食事開始前15分以内または食事開始後20分以内に投与する。また、極度の高血糖には静脈注射が行われる事があるが、医療従事者の監督の下で行う必要がある。
2009年4月に日本で承認された。

## 効能・効果
- インスリン療法が適応となる糖尿病[9][2][3]

## 禁忌
以下の患者には禁忌である。
- 低血糖症状を呈している患者
- 製剤成分に対し過敏症の既往歴のある患者

## 副作用
重大な副作用として、低血糖とアナフィラキシーショックが記載されている。
主な副作用は低血糖である。

## 化学的特徴
グルリジンはヒトインスリンのB3位のアスパラギンをリジンに、B29位のリジンをグルタミン酸に置き換えた超速効型インスリンアナログである。プラスミドを導入した大腸菌により合成される。

## 参考資料
1. 1 2  “Insulin glulisine Use During Pregnancy”. Drugs.com (2020年4月6日). 2020年9月21日閲覧。
2. 1 2 3  “Apidra- insulin glulisine injection, solution Apidra SoloStar- insulin glulisine injection, solution”. DailyMed (2019年12月6日). 2020年9月21日閲覧。
3. 1 2 3  “Apidra EPAR”. European Medicines Agency (EMA). 2020年10月7日閲覧。
4. ↑  “Apidra (insulin glulisine) injection, solution”. DailyMed. 2022年1月18日閲覧。
5. 1 2  “Insulin Glulisine Monograph for Professionals” (英語). Drugs.com. 2022年1月18日閲覧。
6. ↑  “Insulin glulisine: a review of its use in the management of diabetes mellitus”. Drugs 69 (8):  1035–57. (May 2009). doi:10.2165/00003495-200969080-00006. PMID 19496630.
7. ↑  “Insulin Glulisine”. Drugs.com. 2022年1月18日閲覧。
8. ↑  “超速効型インスリンアナログ製剤「アピドラ」承認取得 サノフィ･アベンティス｜ニュース｜糖尿病ネットワーク”. ニュース｜糖尿病ネットワーク. 2022年1月18日閲覧。
9. 1 2 3  “アピドラ注100単位／mL 添付文書”. www.info.pmda.go.jp. 2022年1月18日閲覧。